# Daniela Oltean
Daniela Oltean (ur. 24 lipca 1980 w Klużu-Napoce) – rumuńska łyżwiarka szybka, olimpijka.

## Kariera
W wieku 21 lat, Oltean uczestniczyła w Zimowych Igrzyskach Olimpijskich 2002 w Salt Lake City. Wystąpiła wówczas w dwóch konkurencjach łyżwiarstwa szybkiego: bieg na 1500 m (36. miejsce) oraz bieg na 3000 m (29. miejsce). Daniela Oltean uczestniczyła także w Zimowych Igrzyskach Olimpijskich 2006 w Turynie. Podczas tych igrzysk wystąpiła ona w trzech konkurencjach łyżwiarstwa szybkiego: bieg na 1000 m (35. miejsce), bieg na 1500 m (35. miejsce) oraz bieg na 3000 m (26. miejsce).
Daniela Oltean wielokrotnie brała udział w wielkich imprezach sportowych bezpośrednio związanych z łyżwiarstwem szybkim takich jak np. mistrzostwach Europy w wieloboju, mistrzostwach świata w wieloboju sprinterskim, mistrzostwach świata w wieloboju czy mistrzostwach świata na dystansach.

## Rekordy życiowe
| Dystans | Czas    | Data              | Miejsce        |
| ------- | ------- | ----------------- | -------------- |
| 100 m   | 11.46   | 1 marca 2003      | Inzell         |
| 500 m   | 41.11   | 2 listopada 2013  | Calgary        |
| 1000 m  | 1:19.53 | 19 listopada 2005 | Salt Lake City |
| 1500 m  | 2:00.81 | 20 listopada 2005 | Salt Lake City |
| 3000 m  | 4:10.96 | 18 listopada 2005 | Salt Lake City |
| 5000 m  | 7:27.14 | 9 stycznia 2004   | Heerenveen     |
| Źródło: |         |                   |                |